# Golub-Dobrzyń (stacja kolejowa)
Golub-Dobrzyń – zlikwidowana stacja kolejowa w Golubiu-Dobrzyniu, w dzielnicy Golub (na Podzamku), w województwie kujawsko-pomorskim, w Polsce. Stacja została zamknięta w dniu 1 października 1999 roku.